# SBパワー
SBパワー株式会社（英 - SB Power Corp.）は、ソフトバンクグループの小売電気事業者である。

## 概要
SBパワーはソフトバンクグループのSBエナジーや一般企業およびJEPXから電力調達を行い、販売委託先であるソフトバンクを通して、高圧電力の法人向け販売を開始。
2016年4月からの低圧電力の自由化に伴い、一般家庭向け販売も開始している。

## 沿革
- 2012年（平成24年）8月31日 - 汐留パワーステーション6号株式会社として設立
- 2013年（平成25年）
  - 3月29日 - 特定規模電気事業者届出
  - 7月 - JEPX加入[5]
  - 12月17日 - 汐留パワーステーション6号株式会社からSBパワー株式会社に商号変更[6]
- 2014年（平成26年）
  - 1月31日 - 電力小売事業参入報道[7]
  - 7月1日 - 50キロワット以上の高圧法人向け電力小売り事業開始（東京電力エリア）[8]
  - 12月1日 - 出力50キロワット未満の低圧電力買取サービス開始（東京電力エリア）[9]
- 2015年（平成27年）4月15日 - SBエナジー子会社からソフトバンク子会社に組織改編[10]
- 2016年（平成28年）
  - 2月23日 - 小売電気事業者登録
  - 4月1日 - 北海道電力エリアと東京電力エリアで「FITでんきプラン」提供開始[11]
  - 7月1日 - 関西エリアで「FITでんきプラン」提供開始[12]
- 2017年（平成29年）2月1日 - 「FITでんきプラン」をリニューアルし、「自然でんき」の提供開始[13]。中部電力エリアと関西電力エリアで「おうちでんき」の提供開始[14]